# 和木站

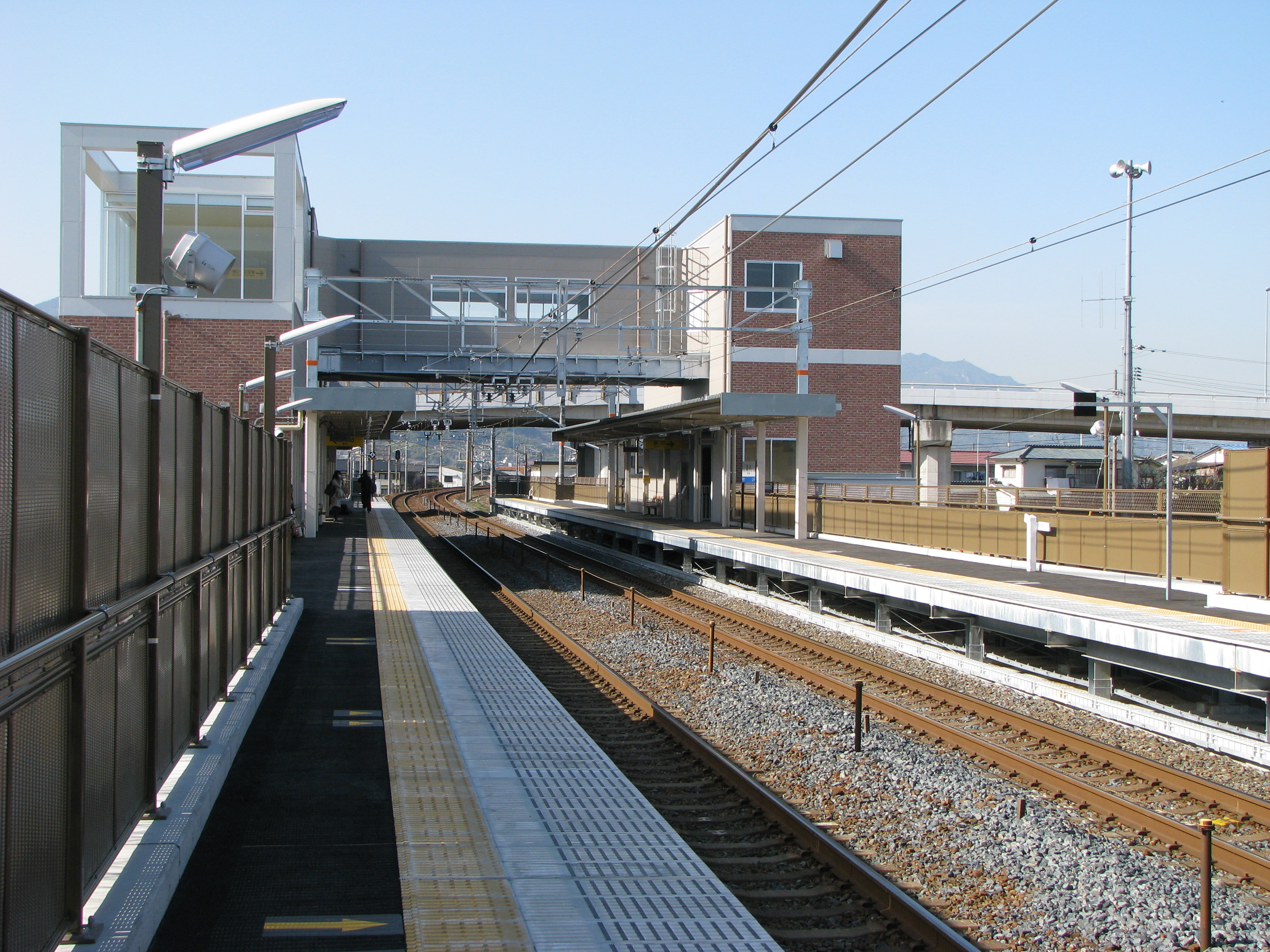
月台

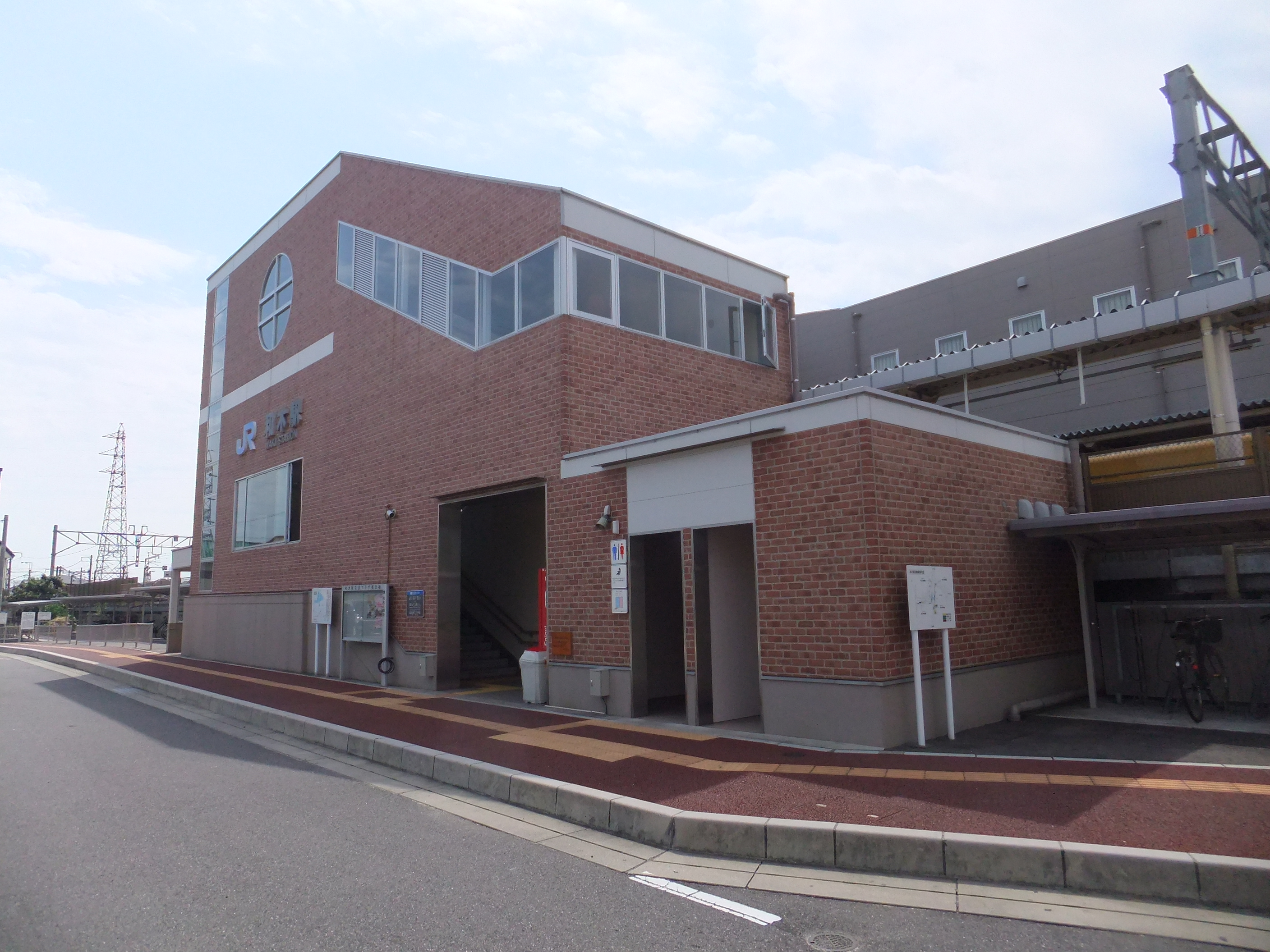
東出口

和木站（日语：／ Waki eki */?）是位於山口縣玖珂郡和木町和木四丁目，西日本旅客鐵道（JR西日本）山陽本線的車站。車站位於廣島城市網絡內。此站是山口縣最東端的車站。

## 概要
車站位於和木町，並非常接近岩國市邊界。設有山口縣道135號北中山岩國線跨越此站（曙橋）。原本和木町內山陽本線沒有車站，此站只距離鄰站（鄰縣的）大竹站1.5公里。因此町民會使用大竹站或岩國站。在1982年（昭和57年）後，廣島至岩國之間的班次模式改為「短編成、高密度」的都市近郊型時間表，因此在該區間陸續加設新站，當時和木町也要求JR建設新站。最後為了成為廣島城市網絡發展的其中一環，町與相關機構負擔車站建設費用，興建此站，因此此站為一座請願車站。

## 歷史
- 1991年（平成3年）3月 - 和木町要求JR西日本廣島分社（日语：西日本旅客鉄道広島支社）建設此站。
- 1992年（平成4年）6月 - 和木町議會決議要求在岩國站至大竹站之間建設JR新站。
- 1996年（平成8年）1月 - 和木站設置期成同盟會成立。
- 2002年（平成14年）12月 - 岩國市開始與JR西日本協議新車站。
- 2003年（平成15年）9月 - JR西日本協議者由岩國市變更為和木町。
- 2004年（平成16年）11月 - 此站基本構思和基本設計完成。
- 2006年（平成18年）
  - 10月13日 - JR西日本向國土交通省中國運輸局（日语：中国運輸局），按鐵道事業法申請商業基本計劃變更許可（申請建設此站），
  - 10月27日 - 中國運輸局批准許可。
- 2007年（平成19年）9月19日 - JR西日本公布新站名稱為「和木站」。
- 2008年（平成20年）3月15日 - 山陽本線岩國站至大竹站之間新設此站。
- 2016年（平成28年）3月26日 - 隨著實施時間表修正（日语：ダイヤ改正），成為快速城市快車（日语：広島シティネットワーク#快速シティライナー）（只於星期六及假日運行）停車站。
- 2018年（平成30年）
  - 7月6日 - 發生2018年7月西日本豪雨使車站暫停服務。
  - 8月18日 - 岩國站至海田市站之間重開，快速「城市快車」暫停運行。
- 2019年（平成31年）3月16日 - 暫停運行中的快速「城市快車」正式廢止，變為普通列車。
- 2020年（令和2年）3月14日 - 快速「城市快車」再次運行，但只限在星期六及假日服務。

## 車站構造
車站設有2面2線的相對式月台，月台容納8卡車廂（總長165米），寬2米（其中4卡編成寬3米）。在月台南邊25米已經是岩國市內（岩國市裝束町）。車站設有西出口（和木町公所方向）與東出口（國道2號方向）2處。東西兩方均設有簡易自動閘機。西出口設有廁所（男女廁與多用途）和車站辦工室。車站可以使用ICOCA與其互相可以使用的IC卡。由德山地域鐵道部管轄的簡易委託車站，車站設有POS終端。
東西兩方設有公眾通道，車站設有升降機連接各月台。西出口與東出口側設有汽車停車處及停泊單車場。站前廣場設有町內巡回巴士與岩國市營巴士的巴士站。

### 月台
| 月台 | 路線     | 上下行 | 方向             |
| ---- | -------- | ------ | ---------------- |
| 1    | 山陽本線 | 上行   | 宮島口、廣島方向 |
| 2    | 山陽本線 | 下行   | 岩國、德山方向   |

### 和木駅交流廣場
在興建鐵路站時，該車站是按照和木町設置條例[1]為一座公共設施。在月台上，另外由JR西日本擁有部分設施外（例如車站大樓辦工室、公眾通道等），其餘均由和木町管有和管理。
此站的設施中，由和木町管有和管理的部分總稱為和木站交流廣場[2]，在車站周邊設置了停泊單車場，在管理上按照指定管理者制度執行。現時的指定管理者為不二大廈廣場（有限公司）（截至2008年8月3日）[3]。
另外，上述指定管理者也包括執行車站業務，包括售賣JR西日本的乘車票等票類[4]。

## 車站周邊
車站附邊設有和木町公所，距離西出口約650米左右。在西出口前設有超級市場（丸久）。

## 使用狀況
以下為近年1日平均人次列表：
| 乘車人次變化 | 乘車人次變化 |
| 年度         | 1日平均人次  |
| ------------ | ------------ |
| 2008         | 773          |
| 2009         | 796          |
| 2010         | 841          |
| 2011         | 896          |
| 2012         | 927          |
| 2013         | 943          |
| 2014         | 962          |
| 2015         | 989          |
| 2016         | 1,010        |
| 2017         | 1,011        |
| 2018         | 985          |

## 相鄰車站
西日本旅客鐵道
 山陽本線
■快速「通勤快車」（只有平日早上上行班次）
通過
■快速「城市快車」（只有星期六及假日服務）、■普通
大竹－和木－岩國

## 注腳
補足1 設置條例名稱為《和木站交流廣場及和木町停泊單車場條例》（平成19年12月20日條例第15號）。
補足2 在《和木站交流廣場及和木町停泊單車場條例》第1條（目的）和第2條（定義）規定。
補足3 平成20年第1次和木町議會臨時會議中批准第2號議案，以及受託公司不二大廈廣場（有限公司）開設網頁中記載實際事業。
補足4 在《和木站交流廣場及和木町停泊單車場條例》第5條（4）規定。

## 外部連結
- 和木｜車站資訊：JR出門網 - 西日本旅客鐵道
- 山口縣玖珂郡和木町 官方網頁（页面存档备份，存于）